# Arthonia mirabilis
Arthonia mirabilis är en lavart som beskrevs av Grube. Arthonia mirabilis ingår i släktet Arthonia och familjen Arthoniaceae.   Inga underarter finns listade i Catalogue of Life.